# Oñati
Oñati (spanisch Oñate) ist eine etwa 10.000 Einwohner zählende Stadt und eine Gemeinde (municipio) mit 11.537 Einwohnern (Stand: 2024) in der Provinz Gipuzkoa in der Autonomen Region Baskenland im Norden Spaniens.

## Lage und Klima
Die Stadt liegt am Oberlauf des Río Deba ca. 65 km (Fahrtstrecke) südöstlich von Bilbao bzw. ca. 45 km nordöstlich von Vitoria-Gasteiz in einer Höhe von ca. 230 m in den Südhängen des Kantabrischen Gebirges. Das von der ca. 30 km Luftlinie nördlich gelegenen Biscaya beeinflusste Klima ist gemäßigt; Regen (ca. 1035 mm/Jahr) fällt übers Jahr verteilt.

## Bevölkerungsentwicklung
| Jahr      | 1857  | 1900  | 1950  | 2000   | 2018   |
| Einwohner | 5.646 | 5.975 | 7.225 | 10.715 | 11.335 |

Der deutliche Bevölkerungsanstieg in der zweiten Hälfte des 20. Jahrhunderts ist im Wesentlichen auf die durch die Mechanisierung der Landwirtschaft und die Aufgabe kleinbäuerlicher Betriebe ausgelöste Abwanderung aus den ländlichen Gebieten der Umgebung zurückzuführen.

## Geschichte
Im Umland von Oñati wurden Kleinfunde aus prähistorischer Zeit entdeckt (Grotten von Arrikrutz), keltische, römische und westgotische Zeugnisse fehlen jedoch. Die erste urkundliche Erwähnung des Ortsnamens stammt aus dem Jahr 1200; damals waren die Grundherren (señores) Vasallen des Königs von Navarra. Eine gleichnamige Grafschaft (Condado de Oñati) besteht seit dem Jahr 1481. Der Ort erhielt im Jahr 1467 die Stadtrechte und bereits knapp 80 Jahre später eine Universität, die älteste des Baskenlandes. Nach längeren Verhandlungen erfolgte im Jahr 1540 die Eingliederung der Stadt in die baskische Provinz Guipúzcoa. Im Jahr 1968 fand in Arantzazu ein für die Vereinheitlichung der baskischen Sprache bahnbrechender Kongress statt.

## Sehenswürdigkeiten
- Der um 1500 entstandene Torre Zumeltzegi ist das letzte erhaltene Zeugnis der einstigen Selbständigkeit der Grafen von Oñati.
- Das Universitätsgebäude ist das bedeutendste Renaissancebauwerk des Baskenlandes. Es beherbergt seit 1988 das International Institute for the Sociology of Law.
- Die dreischiffige Kirche San Miguel Arcángel entstand im Übergang von der Spätgotik zur Renaissance. Von besonderer Bedeutung ist der Kreuzgang (claustro) mit reichen Maßwerkfenstern. Der Altarretabel (retablo) mit seinen gedrehten Salomonischen Säulen ist ein Werk des Churriguerismus.
- Mehrere Brunnen und imposante Stadtpaläste (zum Teil mit steinernen Wappenschilden) bereichern das Ortsbild. Auch das im Jahr 1778 erbaute Rathaus (Casa Consistorial) ist sehenswert.

außerhalb
- Die Kirche des ca. 1 km entfernten Klosters Santa Clara de Bidaurreta birgt einen schönen Renaissancealtar aus dem 16. Jahrhundert mit einer Pietà.
- Die etwa 10 km südlich des Ortes stehende Wallfahrtskirche Basilika Unserer Lieben Frau von Arantzazu wurde an der Stelle eines Franziskanerklosters aus dem 15. Jahrhundert errichtet. Nach vielen Renovierungen an der alten Kirche wurde im Jahr 1951 an gleicher Stelle eine neue Basilika errichtet. Die für damalige Verhältnisse avantgardistische Konstruktion wurde von den Architekten Francisco Javier Sáenz de Oiza und Luis Laorga entworfen. Die Skulpturen der 14 Apostel an der Fassade wurden vom Bildhauer Jorge Oteiza geschaffen.

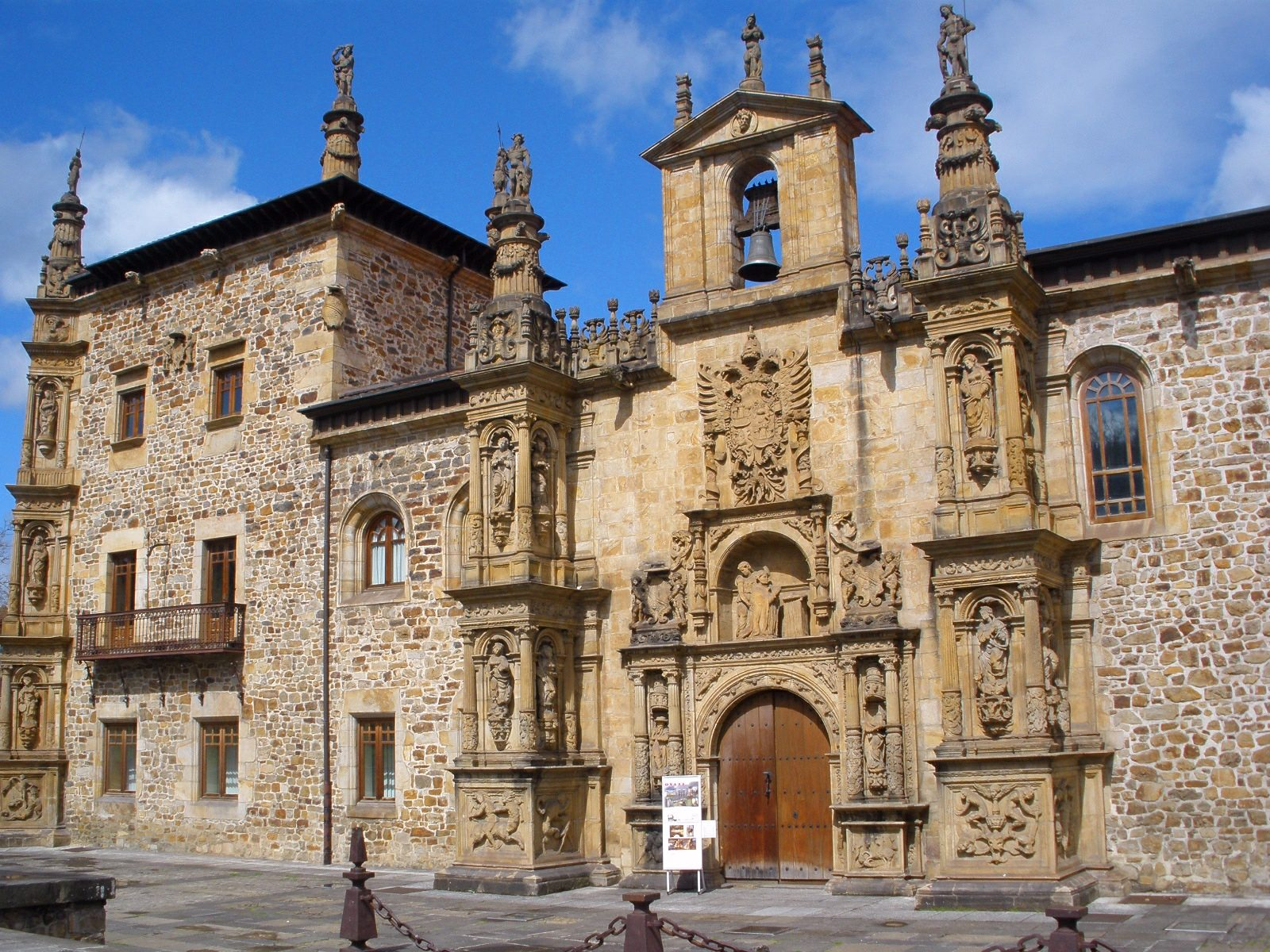
Fassade der Universität
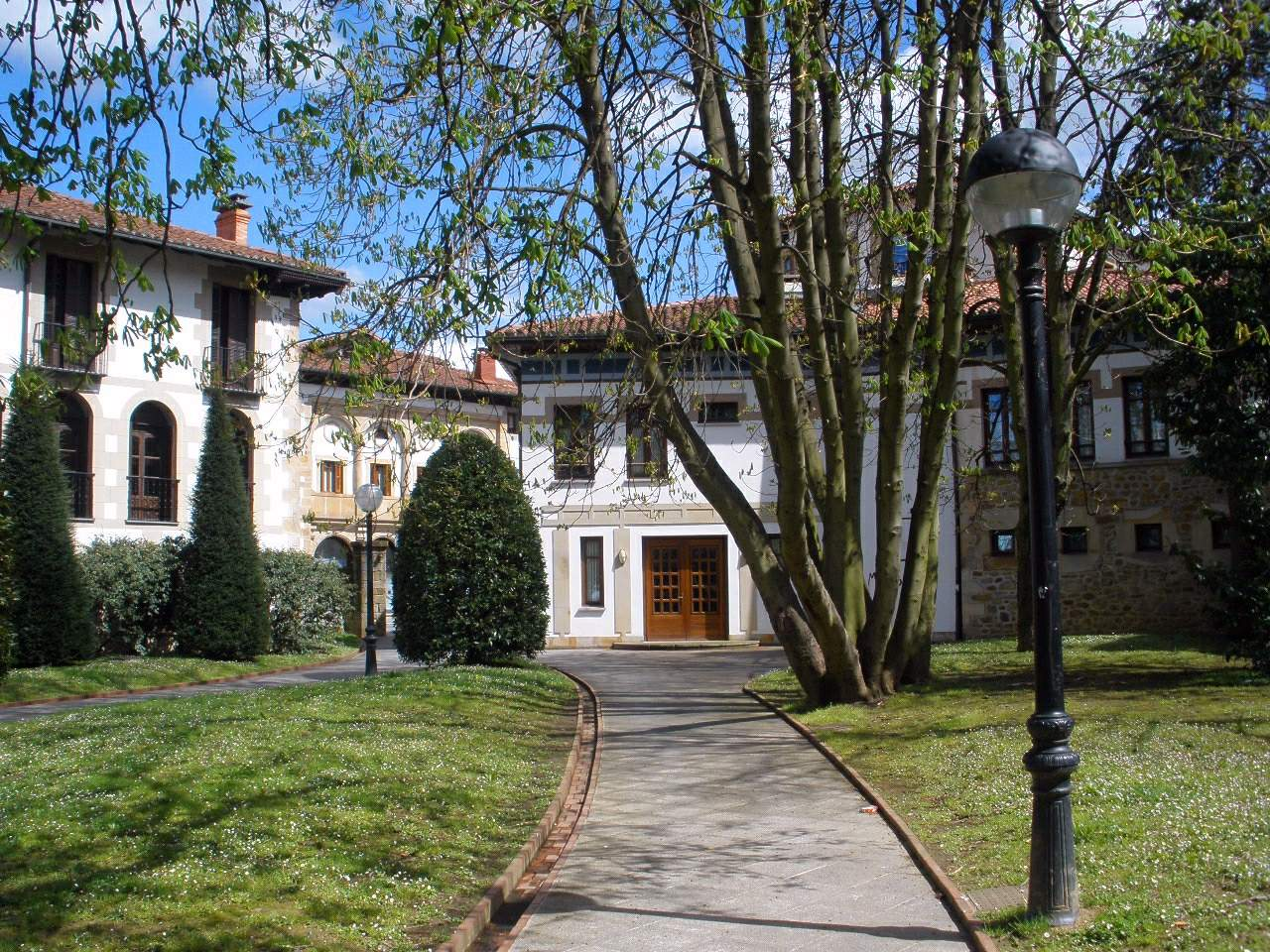
Palacio Antia
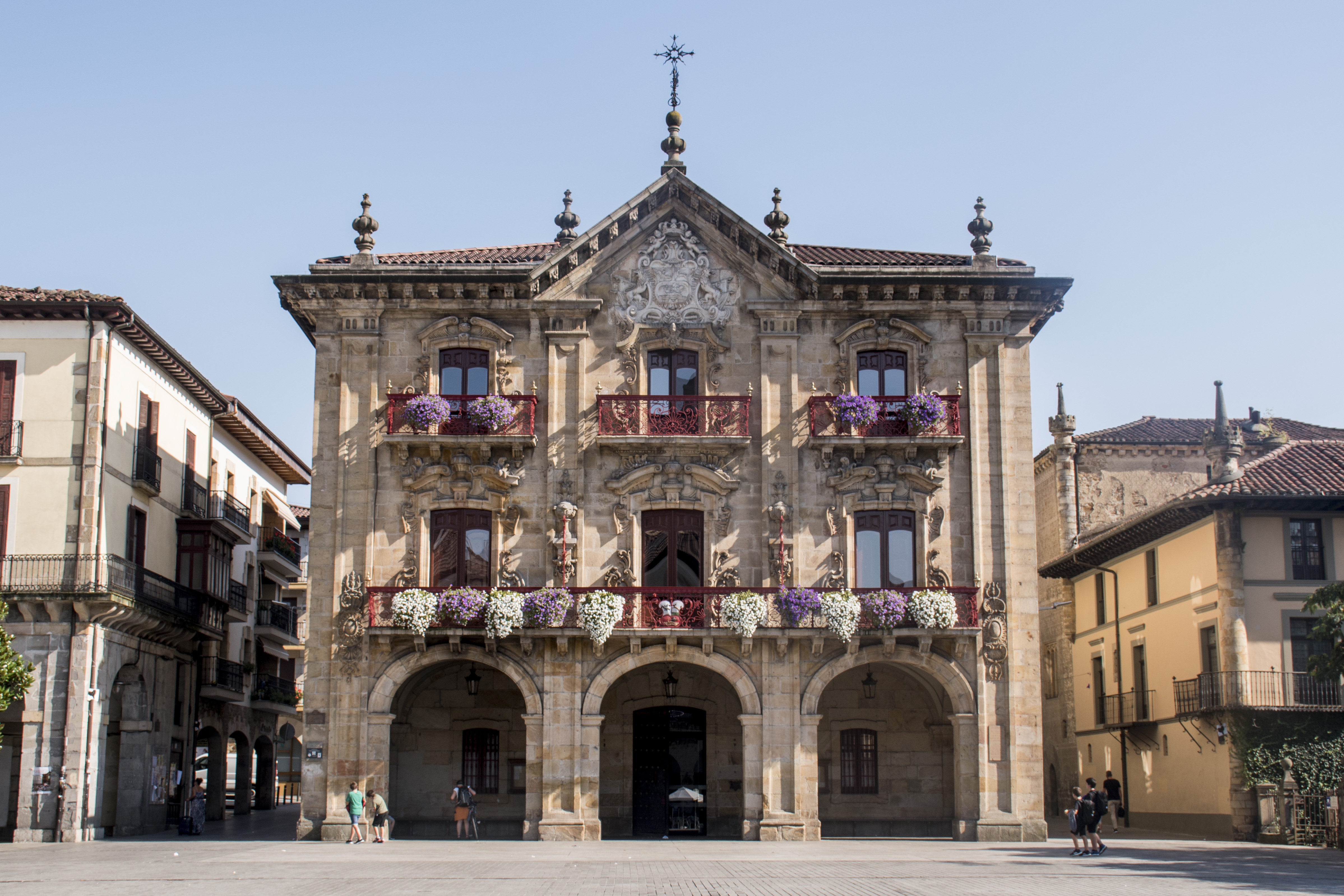
Rathaus
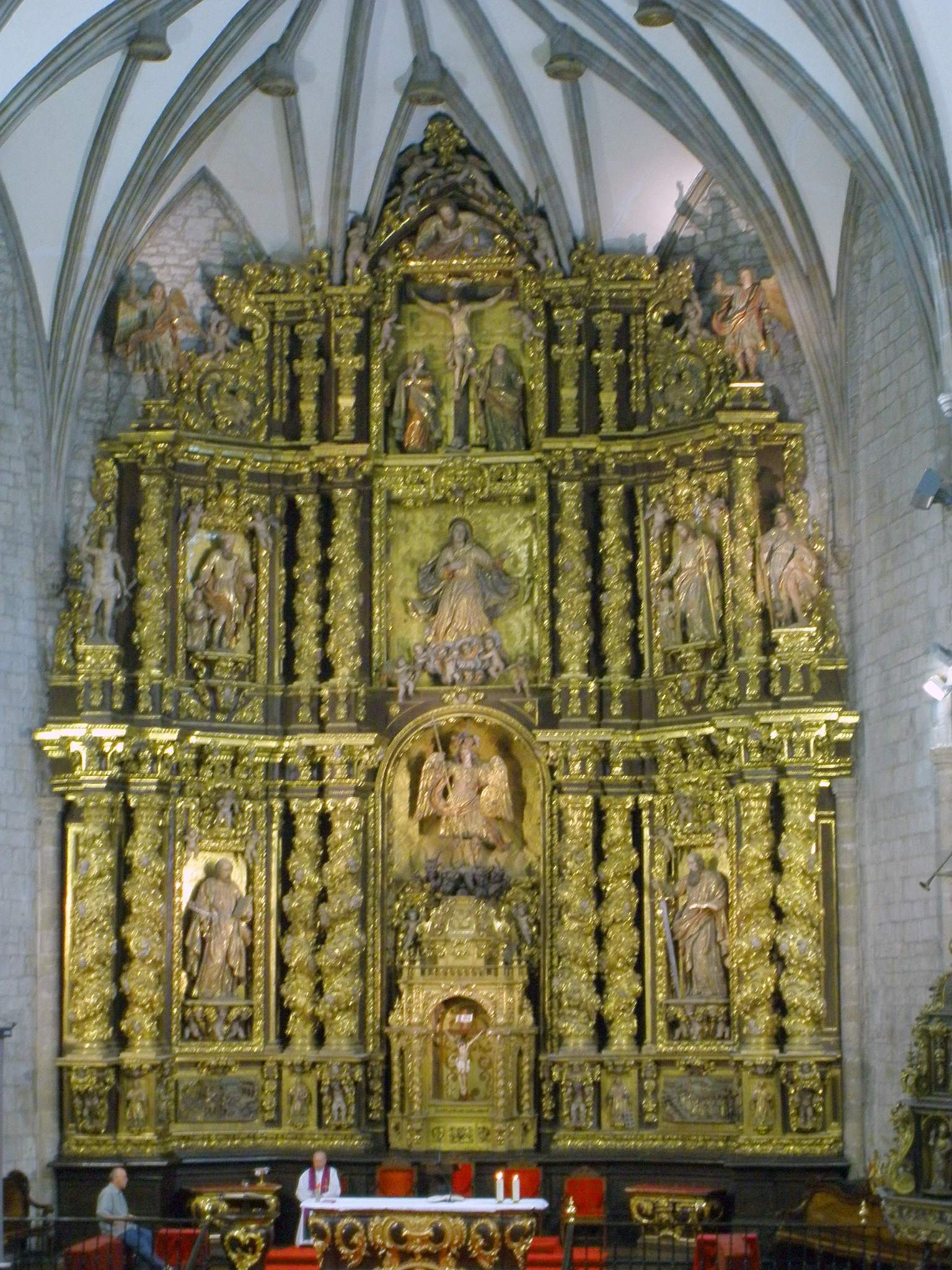
Altarretabel
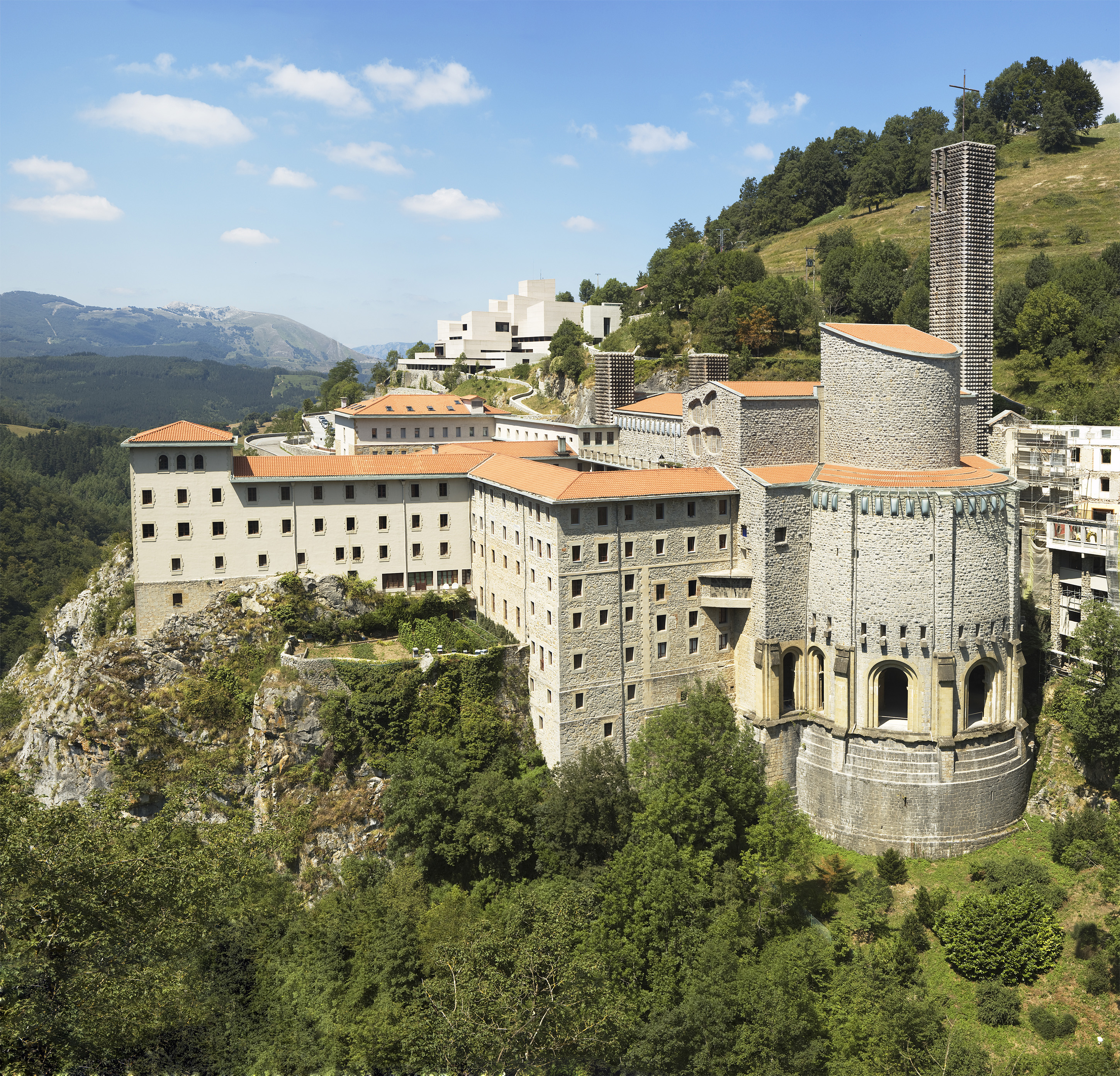
Kloster Arantzazu
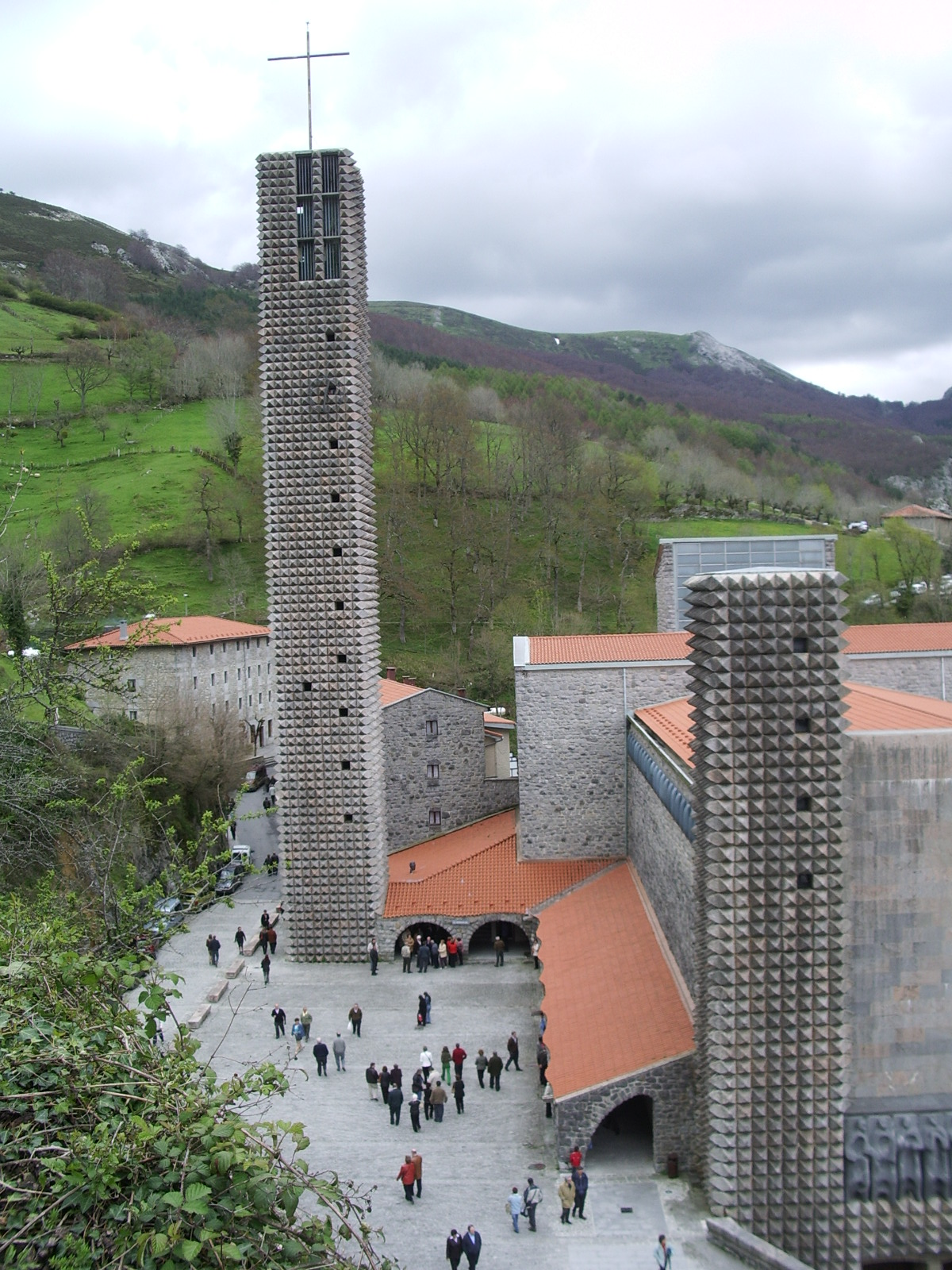
Wallfahrtskirche Arantzazu

## Söhne und Töchter der Stadt
- Cristóbal de Oñate (um 1504–1567), Conquistador
- Lope de Aguirre (um 1511–1561), Entdecker und Eroberer
- José de Azpiazu (1912–1986), Gitarrist und Komponist
- Idígoras (* 1953), Fußballspieler
- Ruper Ordorika (* 1956), Singer-Songwriter
- Markel Irízar (* 1980), Radrennfahrer